# Playing with Fire (canção de Blackpink)
"Playing with Fire" (hangul: 불장난; rr: Buljangnan) é uma canção gravada pelo grupo feminino sul-coreano Blackpink. Foi lançado em 1 de novembro de 2016, junto com "Stay", como o segundo single álbum digital do grupo intitulado Square Two, através da YG Entertainment. A música foi escrita por Teddy e composta por Teddy e R.Tee.

## Antecedentes e lançamento
Em outubro de 2016, uma imagem teaser de Jennie foi revelada, junto com o nome de uma das faixas-título, "Playing With Fire", seguida por imagens teaser de Lisa, Rosé e Jisoo no dia seguinte. Em 31 de outubro, o vídeo dos bastidores de "Playing With Fire" foi lançado.

## Promoção
O grupo teve seu retorno ao palco para ambas as músicas em 6 de novembro no Inkigayo da SBS e no M Countdown da Mnet em 10 de novembro de 2016. Elas receberam duas vitórias de programas musicais com "Playing with Fire".

## Videoclipe
O videoclipe de "Playing with Fire" foi dirigido por Seo Hyun-seung, que anteriormente trabalhou com o grupo e dirigiu o videoclipe de "Boombayah", e foi lançado no canal oficial do Blackpink à meia-noite de 1 de novembro de 2016 (KST). Em 28 de dezembro de 2020, o vídeo tinha mais de 600 milhões de visualizações. Blackpink também lançou o vídeo de prática de dança para "Playing With Fire" em seu canal oficial do YouTube em 4 de novembro de 2016. Foi coreografada por Kyle Hanagami, que havia trabalhado com eles para "Boombayah" de seu álbum anterior, Square One.

## Desempenho comercial
"Playing with Fire" estreou no número 3 na Gaon Digital Chart da Coreia do Sul, com 203.263 downloads (chegando ao número 2 no componente Download Chart) e 3.825.893 streams (estreando no número 4 no componente Streaming Chart). Na semana seguinte, caiu para o número 4, antes de chegar ao número 3 novamente na terceira semana. Até setembro de 2018, já havia vendido mais de 2.500.000 downloads digitais no país.
A música também estreou no número um na parada  Billboard World Digital Songs, vendendo mais de 2.000 cópias nos EUA em sua primeira semana. Tornou-se a segunda entrada número um na parada. "Playing with Fire" também entrou na Canadian Hot 100 no número 92, tornando o Blackpink o primeiro grupo feminino sul-coreano e apenas o quinto ato sul-coreano (depois de Psy, Exo, CL e BTS) a entrar na parada.

## Desempenho nas tabelas musicais

### Tabelas semanais
| Tabela musical (2016)                          | Melhor posição |
| ---------------------------------------------- | -------------- |
| Canadá (Canadian Hot 100)                      | 92             |
| Coreia do Sul (Gaon Digital Chart)             | 3              |
| Estados Unidos (Billboard World Digital Songs) | 1              |
| Japão (Japan Hot 100)                          | 81             |

### Tabelas mensais
| Tabela musical (2016)              | Melhor posição |
| ---------------------------------- | -------------- |
| Coreia do Sul (Gaon Digital Chart) | 3              |

### Tabelas de fim de ano
| Tabela musical (2016)              | Melhor posição |
| ---------------------------------- | -------------- |
| Coreia do Sul (Gaon Digital Chart) | 71             |
| Tabela musical (2017)              | Melhor posição |
| Coreia do Sul (Gaon Digital Chart) | 32             |

## Reconhecimentos
| Ano  | Premiação               | Categoria                | Resultado | Ref.   |
| ---- | ----------------------- | ------------------------ | --------- | ------ |
| 2017 | Gaon Chart Music Awards | Canção do Ano – Novembro | Venceu    | [ 14 ] |

| Programa       | Data                   | Ref.   |
| -------------- | ---------------------- | ------ |
| Inkigayo (SBS) | 27 de novembro de 2016 | [ 15 ] |
| Inkigayo (SBS) | 4 de dezembro de 2016  | [ 16 ] |

## Histórico de lançamento
| Região | Data                  | Formatos                   | Gravadora        | Ref.   |
| ------ | --------------------- | -------------------------- | ---------------- | ------ |
| Várias | 1 de novembro de 2016 | Download digital streaming | YG Entertainment | [ 17 ] |